# モヒカン族
モヒカン族（Mohican、マヒカン族、Mahican）とはアメリカインディアン（ネイティブアメリカン）の一部族。 モホーク族とは別。

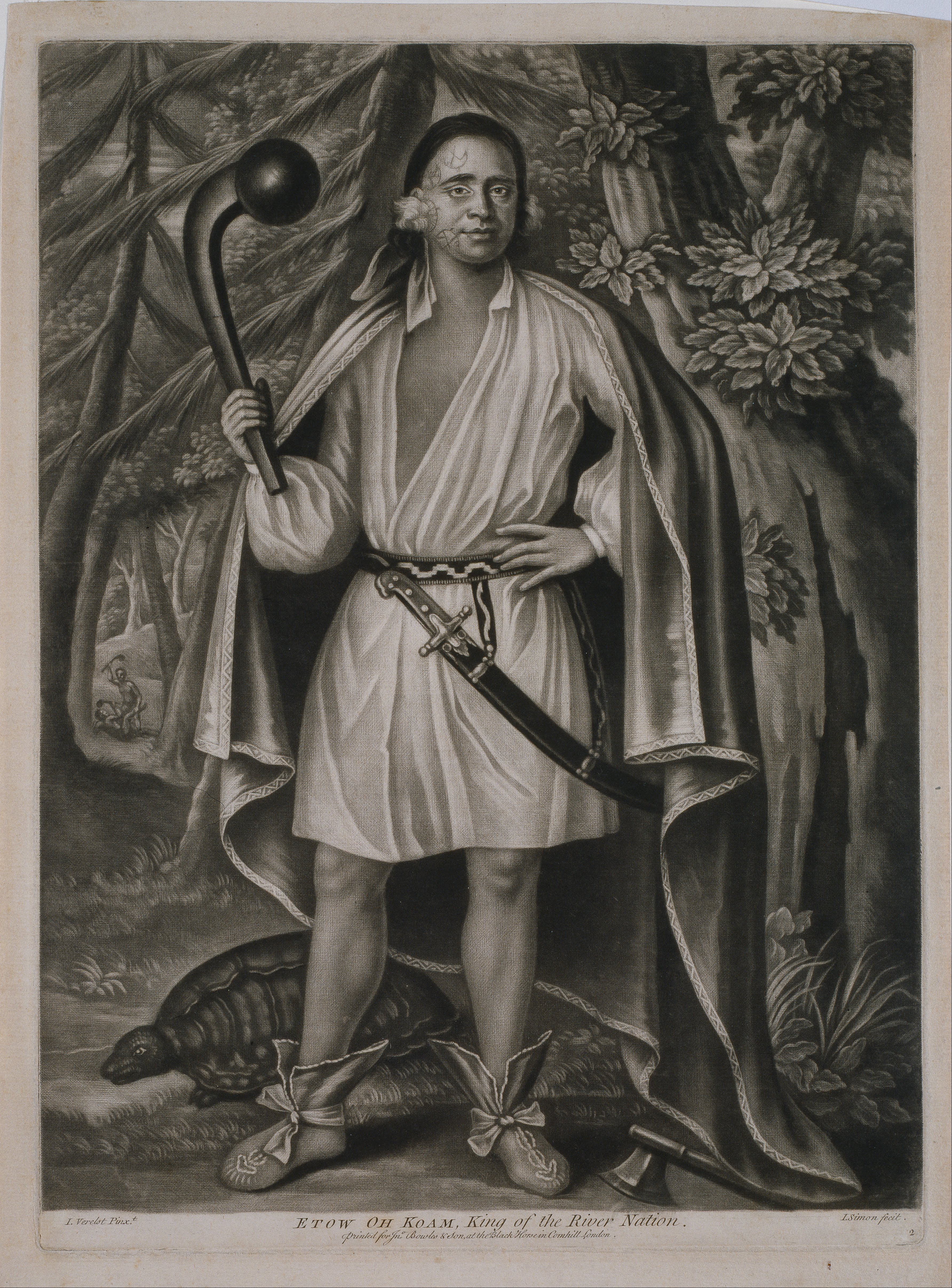
モヒカン族の首長（1710年）

## 概要
アルゴンキン語族系に属するインディアン（ネイティブアメリカン）部族である。
ニューヨーク州のハドソン川上流、キャッツキル山地に住んでいて、狩猟や漁猟で生活していた。18世紀に白人が持ち込んだ天然痘などの疫病や戦いなどで大勢のモヒカン族が死んだが、現在ではウィスコンシン州ショーノー郡の、ストックブリッジ・マンシー共同体のストックブリッジインディアン居留地のレッドスプリングスやバーテルミなどにてマンシー族（デラウェア族）と共にストックブリッジ・モヒカン族として、現在でも暮らしている。
ほかにもニューヨーク州とマサチューセッツ州でも少数ながらコミュニティを結成して暮らしているのもいる。

## 特徴
モヒカン刈り、またはモホーク族に因む「モホーク刈り」（モホーク族もこの髪型をしていた）で有名である。頭部の左右を丸刈りあるいは剃髪して中間部分の髪だけを残す独特な髪型で知られるが、この髪型をする者は主に戦士だけである。しかし戦士が戦いに参加する際には、この髪型はあまり多くなかった。多くのモヒカン族は頭部にタトゥーをしていた。

## 語源
本来の呼び方であるマヒカンの名の由来は｢オオカミ｣を意味する「Mahiingan」で、同じアルゴンキン語族系でピークォット族から独立したモヒガン族がもともとそのように自称していた。モヒカン族は自らを「Muheconneok」（ハドソン川の彼らの名前）と呼んでいた。互いに名前はそれほど類似していなかった。
なお、モヒガン族の言語（マヒカン語）はピクォート族の言語に近かった。

## 他の部族との関わり
ワンパノアグ族とデラウェア族とは友好を結び取引をしていた。デラウェア族系のマンシー族とはウィスコンシン州で同盟していた。モホーク族やイロコイ連邦の部族とは敵対していた。

## 歴史

### ハドソンの到来
1609年オランダ東インド会社に所属していたイギリス人ヘンリー・ハドソンはモヒカン族の土地・マヒカニタックに辿り着いた。  ハドソンは、ビーバーとカワウソ（オランダ人が最も望んだ毛皮の種類）が豊富に生息している事に気が付き、1614年までにオランダはビーバーなどの毛皮が取れるハドソン川流域に植民地を築いて、キャッスル島と呼ばれる島に植民を確立した。

### 交戦と移住
その頃、この地に定住するモヒカン族は、敵対するモホーク族との間で緊張が続き、戦っていた。結局モヒカン族は領有していたマヒカニタックの西から追い出された。その後、イギリスがオランダに代わり入植地を領有すると、さらにモヒカン族の土地は奪われ追い出されてしまった。さらにヨーロッパ人が持ち込んだ天然痘、麻疹、ジフテリア、猩紅熱といったアメリカ先住民が知らない病気により多くのモヒカン族が死んだ。生き残ったモヒカン族の一部は、デラウェア族とイロコイ連邦の部族の付近の部族に避難を求めた。他の多くの者は、ストックブリッジ（現マサチューセッツ州）に移住した。

### 現在
そしてモヒカン族はストックブリッジ・インディアンと呼ばれるようになるが、やがて、再び追い出され、マンシー・デラウェア族（Stockbridge-Munsee）と共に、ウィスコンシン州に移住して行った。そこでモヒカン族は、マンシー・デラウェア族と盟約を結んだ。ストックブリッジモヒカン族とマンシー・デラウェア族は現在に至るまで一緒に生き残っている。

## 関連作品
- 小説『モヒカン族の最後』
- 映画『モヒカン族の最後』（1920年）
- 映画『ラスト・オブ・モヒカン』（1992年）

## 有名人
- ジョン・ワヌアユコン・クイニー、外交官。
- ビル・ミラー、ミュージシャン。